# Marchica Med
Marchica Med est un projet marocain d'aménagement du site de la lagune de Marchica.

## Description

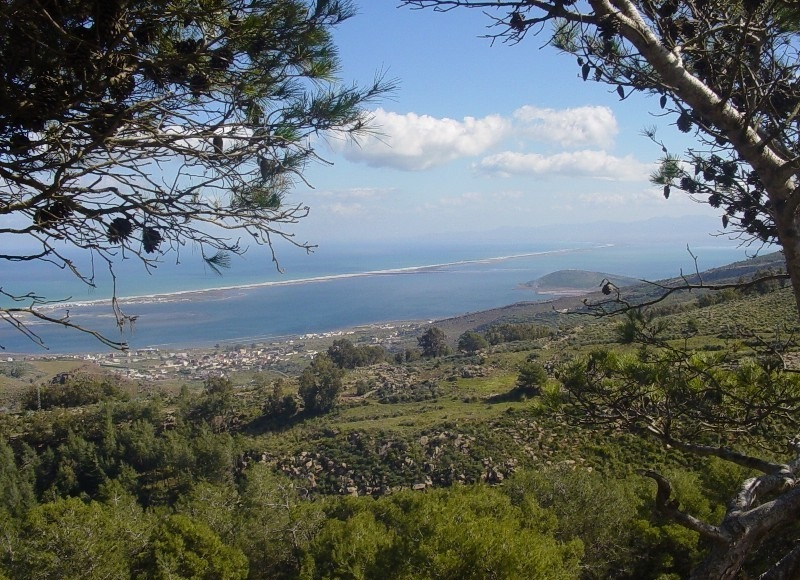
Vue de la lagune en 2007.

Il s'inscrit dans le cadre d'un plan septennal entre 2014 et 2020. Fin 2017, les investissements engagés s’élèvent à 3,5 milliards de DH. La lagune s’étend sur 11 500 hectares de surface, 24 km de dunes de sable et 7 km de largeur. L’objectif est de reconstituer sur l’ancien site des eaux usées de Nador, des milieux d’habitats naturels d’oiseaux migrateurs, transitant par la lagune.
La société Marchica Med S.A qui est chargée de ce projet, est également impliqué depuis 2016, dans le réaménagement de la baie de Cocody en Côte d'Ivoire,, ainsi que la revalorisation du canal des Pangalanes à Madagascar.